# 녹스빌 시빅 콜리시엄
녹스빌 시빅 콜리시엄(Knoxville Civic Coliseum)는 미국 테네시주 녹스빌에 위치한 실내 경기장이다. 과거 ECHL 녹스빌 체로키스의 홈경기장으로 사용했으면, 현재 SPHL 녹스빌 아이스 베어스의 홈경기장으로 사용하고 있다.